# Miconia lagunensis
Miconia lagunensis là một loài thực vật có hoa trong họ Mua. Loài này được Ule mô tả khoa học đầu tiên.